# Dwars door België 1957
De 13e editie van Dwars door België werd verreden op zaterdag 27 en zondag 28 april 1957. Deze editie ging over drie etappes net zoals in 1953, 1954, 1955 en 1956. Het eindklassement werd opgemaakt in punten net als in 1950 en 1952.

## 1e etappe

### Wedstrijdverloop
De start van de 1e etappe lag in Waregem en de finish in Eisden. De afstand bedroeg 256 km. Er gingen 97 renners van start in Waregem. Het tempo lag hoog. In de klim van de Kwaremont trok Van Genechten fors door. In de afdaling reed Schotte lek, hij wist daarna niet terug te keren in het peloton en gaf op. Op 55 km van de finish zaten er nog 50 renners voorop. Het regende aanvallen, maar niemand kwam echt weg. Uiteindelijk reden 61 renners samen Eisden binnen voor een massasprint. Taillieu was de snelste en hij won deze etappe. 

### Hellingen
Voor zover bekend moesten de volgende hellingen in de 1e etappe beklommen worden:

### Uitslag
| Plaats  | Naam            | Ploeg | Tijd     |
| ------- | --------------- | ----- | -------- |
| Winnaar | Lucien Taillieu |       | 7u02'18" |
| 2       | Roger Rosselle  |       | + 2"     |
| 3       | René Mertens    |       | z.t.     |

## 2e etappe

### Wedstrijdverloop
De 2e etappe ging een dag later van Eisden terug naar Waregem, de afstand bedroeg 204 km. Er gingen 72 renners van start in Eisden. Door de harde wind vielen er onderweg veel renners uit. De leider Taillieu reed lek in Aarschot, maar kon even later terug aanpikken. In Velzeke demarreerde Foré, hij kreeg eerst Devolder en later nog 8 renners mee, zodat er 10 leider waren. In Waregem werd tussen deze 10 gesprint en Noyelle won deze etappe. 

### Uitslag
| Plaats  | Naam           | Ploeg | Tijd     |
| ------- | -------------- | ----- | -------- |
| Winnaar | André Noyelle  |       | 5u30'00" |
| 2       | Noël Foré      |       | z.t.     |
| 3       | Roger Devolder |       | z.t.     |

## 3e etappe

### Wedstrijdverloop
Net als in 1956 was 3e etappe een criterium rond Waregem, de afstand bedroeg 30 km. Het criterium werd op dezelfde dag verreden als de 2e etappe. Mertens won deze etappe. Foré werd 6e in de 1e etappe, 2e in de 2e etappe en 2e in de 3e etappe en won in 13u18'32" het eindklassement. 

### Hellingen
Voor zover bekend moesten de volgende hellingen in de 3e etappe beklommen worden:

### Uitslag
| Plaats  | Naam           | Ploeg | Tijd   |
| ------- | -------------- | ----- | ------ |
| Winnaar | André Noyelle  |       | 46'00" |
| 2       | Noël Foré      |       | + 12"  |
| 3       | Roger Rosselle |       | z.t.   |

## Eindklassement
| Plaats  | Naam             | Ploeg | Punten           |
| ------- | ---------------- | ----- | ---------------- |
| Winnaar | Noël Foré        |       | 12               |
| 2       | Michel Van Aerde |       | 14               |
| 3       | André Noyelle    |       | 15               |
| 4       | Firmin Bral      |       | 51               |
| 5       | Willy Truye      |       | 61               |
| 6       | Marcel Demulder  |       | 61               |
| 7       | Jozef Verhelst   |       | 62               |
| 8       | René Mertens     |       | op 33" / 17 pnt. |
| 9       | Lucien Tailleu   |       | op 43" / 51 pnt. |
| 10      | Roger Rosselle   |       | op 45" / 17 pnt. |

1945 · 1946 · 1947 · 1948 · 1949 · 1950 · 1951 · 1952 · 1953 · 1954 · 1955 · 1956 · 1957 · 1958 · 1959 · 1960 · 1961 · 1962 · 1963 · 1964 · 1965 · 1966 · 1967 · 1968 · 1969 · 1970 · 1971 · 1972 · 1973 · 1974 · 1975 · 1976 · 1977 · 1978 · 1979 · 1980 · 1981 · 1982 · 1983 · 1984 · 1985 · 1986 · 1987 · 1988 · 1989 · 1990 · 1991 · 1992 · 1993 · 1994 · 1995 · 1996 · 1997 · 1998 · 1999 · 2000 · 2001 · 2002 · 2003 · 2004 · 2005 · 2006 · 2007 · 2008 · 2009 · 2010 · 2011 · 2012 · 2013 · 2014 · 2015 · 2016 · 2017 · 2018 · 2019 · 2020 · 2021 · 2022 · 2023 · 2024

Lijst van beklimmingen